# Румыния на зимних Олимпийских играх 2014
Румыния принимала участие в зимних Олимпийских играх 2014 года, которые проходили в Сочи, Россия с 7 по 23 февраля 2014 года.

## Состав и результаты олимпийской сборной Румынии

### Биатлон
Мужчины
| Соревнование         | Спортсмены             | Стрельба          | Время   | Место |
| -------------------- | ---------------------- | ----------------- | ------- | ----- |
| Спринт               | Корнел Думитру Пукьяну | 0 (0 + 0)         | 25:50,7 | 30    |
| Гонка преследования  | Корнел Думитру Пукьяну | 6 (0 + 2 + 1 + 3) | 38:19,8 | 47    |
| Индивидуальная гонка | Корнел Думитру Пукьяну | 4 (0 + 0 + 1 + 3) | 56:10,4 | 60    |

Женщины
| Соревнование         | Спортсмены  | Стрельба          | Время   | Место |
| -------------------- | ----------- | ----------------- | ------- | ----- |
| Спринт               | Ева Тофалви | 1 (1 + 0)         | 22:01,5 | =22   |
| Гонка преследования  | Ева Тофалви | 3 (1 + 2 + 0 + 0) | 32:15,3 | 26    |
| Индивидуальная гонка | Ева Тофалви | 1 (0 + 0 + 1 + 0) | 47:30,8 | 21    |
| Масс-старт           | Ева Тофалви | 2 (1 + 0 + 0 + 1) | 37:50,9 | 21    |

### Бобслей
Мужчины
| Соревнование | Спортсмены                                                    | 1 заезд   | 1 заезд | 2 заезд   | 2 заезд | 3 заезд   | 3 заезд | 4 заезд   | 4 заезд | Итоговый результат | Итоговое место |
| Соревнование | Спортсмены                                                    | Результат | Место   | Результат | Место   | Результат | Место   | Результат | Место   | Итоговый результат | Итоговое место |
| ------------ | ------------------------------------------------------------- | --------- | ------- | --------- | ------- | --------- | ------- | --------- | ------- | ------------------ | -------------- |
| Двойки       | Флорин Чезар Крэчун Николае Истрате                           |           |         |           |         |           |         |           |         |                    |                |
| Четвёрки     | Дэнуц Молдован Паул Мунтян Андряс Нягу Богдан Лаурентиу Отава |           |         |           |         |           |         |           |         |                    |                |

Женщины
| Соревнование | Спортсмены                    | 1 заезд   | 1 заезд | 2 заезд   | 2 заезд | 3 заезд   | 3 заезд | 4 заезд   | 4 заезд | Итоговый результат | Итоговое место |
| Соревнование | Спортсмены                    | Результат | Место   | Результат | Место   | Результат | Место   | Результат | Место   | Итоговый результат | Итоговое место |
| ------------ | ----------------------------- | --------- | ------- | --------- | ------- | --------- | ------- | --------- | ------- | ------------------ | -------------- |
| Двойки       | Мария Константин Андрея Греку |           |         |           |         |           |         |           |         |                    |                |

### Горнолыжный спорт
Мужчины
| Соревнование      | Спортсмены             | Скоростной спуск/ 1 спуск | Скоростной спуск/ 1 спуск | Слалом/ 2 спуск      | Слалом/ 2 спуск      | Всего | Место |
| Соревнование      | Спортсмены             | Время                     | Место                     | Время                | Место                | Всего | Место |
| ----------------- | ---------------------- | ------------------------- | ------------------------- | -------------------- | -------------------- | ----- | ----- |
| Скоростной спуск  | Йоан Валериу Акирилоае |                           |                           |                      |                      |       |       |
| Суперкомбинация   | Александру Барбу       |                           |                           |                      |                      |       |       |
| Суперкомбинация   | Йоан Валериу Акирилоае | DNF                       | DNF                       | Завершил выступление | Завершил выступление | —     | —     |
| Супергигант       | Александру Барбу       |                           |                           |                      |                      |       |       |
| Гигантский слалом | Александру Барбу       |                           |                           |                      |                      |       |       |
| Слалом            | Александру Барбу       |                           |                           |                      |                      |       |       |

Женщины
| Соревнование      | Спортсмены        | Скоростной спуск/ 1 спуск | Скоростной спуск/ 1 спуск | Слалом/ 2 спуск | Слалом/ 2 спуск | Всего   | Место |
| Соревнование      | Спортсмены        | Время                     | Место                     | Время           | Место           | Всего   | Место |
| ----------------- | ----------------- | ------------------------- | ------------------------- | --------------- | --------------- | ------- | ----- |
| Скоростной спуск  | Ания Моника Кайлл |                           |                           |                 |                 | DNF     | DNF   |
| Суперкомбинация   | Ания Моника Кайлл | 1:51,91                   | 34                        | 1:02,04         | 22              | 2:53,95 | 22    |
| Супергигант       | Ания Моника Кайлл |                           |                           |                 |                 | 1:33,73 | 30    |
| Гигантский слалом | Ания Моника Кайлл | 1:28,53                   | 55                        | 1:28,73         | 51              | 2:57,26 | 51    |

### Лыжные гонки
Мужчины
Дистанционные гонки
| Соревнование              | Спортсмены             | Результат | Место |
| ------------------------- | ---------------------- | --------- | ----- |
| 15 км классическим стилем | Паул Константин Пепене | 43:39,4   | 62    |
| Скиатлон 15+15 км         | Паул Константин Пепене | 1:13:36,2 | 48    |

Спринт
| Соревнование | Спортсмены             | Квалификация | Квалификация | Четвертьфинал | Четвертьфинал | Полуфинал | Полуфинал | Финал     | Финал | Итоговое место |
| Соревнование | Спортсмены             | Результат    | Место        | Результат     | Место         | Результат | Место     | Результат | Место | Итоговое место |
| ------------ | ---------------------- | ------------ | ------------ | ------------- | ------------- | --------- | --------- | --------- | ----- | -------------- |
| Спринт       | Паул Константин Пепене |              |              |               |               |           |           |           |       |                |
| Спринт       | Флорин Даниэль Припичи |              |              |               |               |           |           |           |       |                |

Женщины
Спринт
| Соревнование | Спортсмены | Квалификация | Квалификация | Четвертьфинал | Четвертьфинал | Полуфинал | Полуфинал | Финал     | Финал | Итоговое место |
| Соревнование | Спортсмены | Результат    | Место        | Результат     | Место         | Результат | Место     | Результат | Место | Итоговое место |
| ------------ | ---------- | ------------ | ------------ | ------------- | ------------- | --------- | --------- | --------- | ----- | -------------- |
| Спринт       | Сара Тимя  |              |              |               |               |           |           |           |       |                |

### Прыжки с трамплина
Мужчины
| Соревнование        | Спортсмены       | Квалификация | Квалификация | Финал               | Финал               | Финал               | Финал               | Финал               | Финал               |
| Соревнование        | Спортсмены       | Результат    | Место        | 1 прыжок            | 1 прыжок            | 2 прыжок            | 2 прыжок            | Всего               | Место               |
| Соревнование        | Спортсмены       | Результат    | Место        | Результат           | Место               | Результат           | Место               | Всего               | Место               |
| ------------------- | ---------------- | ------------ | ------------ | ------------------- | ------------------- | ------------------- | ------------------- | ------------------- | ------------------- |
| Нормальный трамплин | Сорин Юлиан Пытя | 90.2         | 45           | Не квалифицировался | Не квалифицировался | Не квалифицировался | Не квалифицировался | Не квалифицировался | Не квалифицировался |
| Большой трамплин    | Сорин Юлиян Пытя | 59.6         | 51           | Не квалифицировался | Не квалифицировался | Не квалифицировался | Не квалифицировался | Не квалифицировался | Не квалифицировался |

### Санный спорт
Мужчины
| Соревнование | Спортсмены                            | 1 заезд   | 1 заезд | 2 заезд   | 2 заезд | 3 заезд   | 3 заезд | 4 заезд   | 4 заезд | Итоговый результат | Итоговое место |
| Соревнование | Спортсмены                            | Результат | Место   | Результат | Место   | Результат | Место   | Результат | Место   | Итоговый результат | Итоговое место |
| ------------ | ------------------------------------- | --------- | ------- | --------- | ------- | --------- | ------- | --------- | ------- | ------------------ | -------------- |
| Одиночки     | Валентин Крецу                        |           |         |           |         |           |         |           |         |                    |                |
| Двойки       | Николаэ Соваяла Александру Теодореску |           |         |           |         |           |         |           |         |                    |                |

Женщины
| Соревнование | Спортсмены          | 1 заезд   | 1 заезд | 2 заезд   | 2 заезд | 3 заезд   | 3 заезд | 4 заезд   | 4 заезд | Итоговый результат | Итоговое место |
| Соревнование | Спортсмены          | Результат | Место   | Результат | Место   | Результат | Место   | Результат | Место   | Итоговый результат | Итоговое место |
| ------------ | ------------------- | --------- | ------- | --------- | ------- | --------- | ------- | --------- | ------- | ------------------ | -------------- |
| Одиночки     | Ралука Стрэмэтурару |           |         |           |         |           |         |           |         |                    |                |

Смешанные команды
| Соревнование | Спортсмены                                                               | Женщины   | Женщины | Мужчины   | Мужчины | Двойки    | Двойки | Итоговый результат | Итоговое место |
| Соревнование | Спортсмены                                                               | Результат | Место   | Результат | Место   | Результат | Место  | Итоговый результат | Итоговое место |
| ------------ | ------------------------------------------------------------------------ | --------- | ------- | --------- | ------- | --------- | ------ | ------------------ | -------------- |
| Эстафета     | Валентин Крецу Николаэ Соваяла Александру Теодореску Ралука Стрэмэтурару |           |         |           |         |           |        |                    |                |

### Скелетон
Мужчины
| Соревнование | Спортсмены           | 1 заезд   | 1 заезд | 2 заезд   | 2 заезд | 3 заезд   | 3 заезд | 4 заезд   | 4 заезд | Итоговый результат | Итоговое место |
| Соревнование | Спортсмены           | Результат | Место   | Результат | Место   | Результат | Место   | Результат | Место   | Итоговый результат | Итоговое место |
| ------------ | -------------------- | --------- | ------- | --------- | ------- | --------- | ------- | --------- | ------- | ------------------ | -------------- |
| Мужчины      | Дорин Думитру Велику |           |         |           |         |           |         |           |         |                    |                |

Женщины
| Соревнование | Спортсмены   | 1 заезд   | 1 заезд | 2 заезд   | 2 заезд | 3 заезд   | 3 заезд | 4 заезд   | 4 заезд | Итоговый результат | Итоговое место |
| Соревнование | Спортсмены   | Результат | Место   | Результат | Место   | Результат | Место   | Результат | Место   | Итоговый результат | Итоговое место |
| ------------ | ------------ | --------- | ------- | --------- | ------- | --------- | ------- | --------- | ------- | ------------------ | -------------- |
| Женщины      | Мария Мазилу |           |         |           |         |           |         |           |         |                    |                |

### Фигурное катание
| Соревнование              | Спортсмены     | Короткая программа | Короткая программа | Произвольная программа | Произвольная программа | Всего        | Всего |
| Соревнование              | Спортсмены     | Сумма баллов       | Место              | Сумма баллов           | Место                  | Сумма баллов | Место |
| ------------------------- | -------------- | ------------------ | ------------------ | ---------------------- | ---------------------- | ------------ | ----- |
| Мужское одиночное катание | Золтан Келемен |                    |                    |                        |                        |              |       |